# Die Vampire
Die Vampire (Originaltitel: Les Vampires) ist ein zehnteiliges französisches Stummfilm-Serial von Louis Feuillade aus den Jahren 1915/16 über eine Verbrecherbande, die sich selbst als „die Vampire“ bezeichnet und hauptsächlich in Paris, aber auch in der näheren Umgebung ihr Unwesen treibt. Ihr Gegenspieler ist der Journalist Philippe Guérande, unterstützt vom abtrünnigen Vampir Oscar Mazamette.

## Handlung
| Nr. | Titel                                     | Datum      | Dauer  | Inhalt |
| --- | ----------------------------------------- | ---------- | ------ | --- |
| 1   | La tête coupée The Severed Head           | 13.11.1915 | 33 min | Als man die kopflose Leiche des Inspektors Durtal in einem Sumpf nahe Saint-Clermont-sur-Cher findet, wird der Journalist Philippe Guèrande losgeschickt, um darüber zu berichten. Er nutzt die Gelegenheit, um dort Dr. Nox, einen alten Freund seines verstorbenen Vaters zu besuchen, der ihn freundlich im Château de la Chesnaye aufnimmt. Doch unverhofft stößt Guèrande auf eine Warnung der Vampire, sich nicht in ihre Angelegenheiten zu mischen, womit ein Kampf auf Leben und Tod beginnt. |
| 2   | La bague qui tue The Ring that Kills      | 13.11.1915 | 15 min | Die Tänzerin Marta Koutiloff kündigt an, Philippe das Geheimnis der Vampire zu offenbaren, wird aber vergiftet und stirbt auf offener Bühne während ihres Auftritts als Vampirfledermaus. Philippe wird nach dem Auftritt von den Vampiren gefangen genommen, kann jedoch mit Hilfe eines Bekannten fliehen und die Polizei rufen. |
| 3   | Le cryptogramme rouge The Red Codebook    | 04.12.1915 | 42 min | Philippe beginnt, den Geheimcode der Vampire zu entschlüsseln, während die große Strategin der Vampire, Irma Vep, einen Plan entwickelt, sich in Guèrandes Haus einzuschleichen und das verschlüsselte Buch des großen Vampirs zurückzuerobern. |
| 4   | Le spectre The Spectre                    | 07.01.1916 | 32 min | Ein Konkurrenzkampf zwischen den Vampiren und der Bande des Gangsters Moreno entbrennt. Guèrande gelingt es, Moréno verhaften zu lassen. |
| 5   | L'évasion du mort Dead Man's Escape       | 28.01.1916 | 37 min | Moréno entkommt aus dem Gefängnis, indem er seinen Tod vortäuscht, während Guèrande in Gefangenschaft der Vampire gerät. Mit Mazamettes Hilfe gelingt ihm schließlich die Flucht. Der Große Vampir veranstaltet einen großen Ball, um die Juwelen der gesamten eleganten Gesellschaft auf einmal zu stehlen, wird am Ende jedoch von Moréno übertölpelt. |
| 6   | Les yeux qui fascinent Hypnotic Eyes      | 24.03.1916 | 58 min | Moréno gelingt es, Irma Vep mittels Hypnose gefügig zu machen und übernimmt so die Herrschaft über die Vampire. |
| 7   | Satanas                                   | 15.04.1916 | 46 min | Satanas offenbart sich als der geheime Anführer der Vampire. Er tötet Moréno durch die Bombardierung seines Stammrestaurants. Sein Plan, das Vermögen des amerikanischen Millionärs George Baldwin zu stehlen, scheitert allerdings durch das Eingreifen von Guèrande und Mazamette. |
| 8   | Le maître de la foudre The Thunder Master | 12.05.1916 | 55 min | Irma Vep wird verhaftet und soll in eine Strafkolonie verschifft werden, Satanas gelingt es, ihr zur Flucht zu verhelfen, allerdings um den Preis seiner eigenen Gefangennahme. Er begeht im Gefängnis Selbstmord. |
| 9   | L'homme des poisons The Poisoner          | 02.06.1916 | 53 min | Die Vampire erhalten einen neuen Anführer, den Gift- und Bombenspezialisten "Venomous", der auch prompt – aber erfolglos – versucht, Philippe Guèrande zu vergiften. |
| 10  | Les noces sanglantes The Terrible Wedding | 30.06.1916 | 60 min | Die Verlobungsfeier für Philippe und Jeanne soll den Vampiren die Gelegenheit bieten, ein für alle Mal mit ihren Gegnern aufzuräumen, doch auch dieser Plan scheitert. Dafür endet die kurz darauf stattfindende Hochzeit von Irma Vep und Venomous in einem Blutbad. |

## Wirkung
Im November 1915 waren die Wände von Paris mit Plakaten versehen, die drei maskierte Gesichter mit einem Fragezeichen als eine Schlinge und die Fragen „Wer, was, wann, wo?“ darstellten. Die Morgenzeitungen veröffentlichten folgendes Gedicht:
| Des nuits sans lune ils sont les Rois, Les ténèbres sont leur empire. Portant la mort, semant l'effroi. Voici le vol noir des Vampires. Gorgés de sang, visqueux et lourds. Ils vont, les sinistres Vampires Aux grandes ailes de velours Non pas vers le Mal... Vers le Pire! | Die Könige sind sie der mondlosen Nacht, Die Dunkelheit ist ihr Reich. Den Tod haben sie mitgebracht, Entsetzen säen sie gleich. Hier: der schwarze Flug der Vampire Blutgetränkt, klebrig und schwer, es fliegen die schrecklichen Vampire Auf großen Samtflügeln her. Das Ziel: nicht das Böse... Das Schlimmste vielmehr! |

Der Film Irma Vep von Olivier Assayas aus dem Jahr 1996 handelt vom Versuch eines Regisseurs, ein Remake von Die Vampire zu drehen und stellt die neueste Hommage an die Stummfilmserie dar.
Henri Langlois (1965): "I am convinced that surrealism preexisted in cinema. Feuillade’s Les vampires was already an expression of the 20th century and of the universal subconscious."

## Verfügbarkeit
DVD:
- Frankreich: Les Vampires. Coffret 4 DVD. Deuxieème Edition. Gaumont, 1. März 2008, Region 2/PAL, 400 Minuten. Restaurierte Fassung der Serie und einige Kurzfilme als Extra.
- Großbritannien: Les Vampires. Artificial Eye, 24. März 2008, Region 2/PAL, 339 Minuten. 3 DVD auf Basis der Gaumont-Edition mit engl. Untertiteln, einige Kurzfilme als Extra.
- USA: Les Vampires. Image Entertainment, 5. April 2005, Region 1/NTSC, 399 Minuten, 2 DVD.
- USA: Louis Feuillade's Les Vampires. Restored by the Cinémathèque Francaise. Kino Lorber, 14. August 2012, Region 1/NTSC, 2 Blu-ray oder 2 DVD.

Download:
- LesVampires-Episode3, lesVampires1915Episode9-thePoisoner/ Die Vampire. Der Film ist abrufbar im Internet Archive
  - Episode 1 - The Severed Head
  - Episode 2 - The Ring That Kills
  - Episode 3 - The Red Codebook
  - Episode 4 - The Spectre
  - Episode 5 - Dead Man's Escape
  - Episode 6 - Hypnotic Eyes
  - Episode 7 - Satanas
  - Episode 8 - The Thunder master
  - Episode 9 - The Poisoner
  - Episode 10 - The Terrible Wedding